# لعيايشة (الكرعاني)
لعيايشة هي إحدى مشيخات المملكة المغربية، تتبع جغرافيا لإقليم آسفي وإداريًا لالكرعاني. يقدر عدد سكانها بـ 4632 نسمة حسب الإحصاء الرسمي للسكان والسكنى لسنة 2004.